# Iberescena
El Fondo de Ayudas para las Artes Escénicas Iberoamericanas, también llamado Programa Iberescena o simplemente Iberescena, es un programa de apoyo que otorga financiamientos para el fomento, intercambio e integración de las artes escénicas de danza, circo y teatro en 17 países de Iberoamérica. El fondo fue creado en noviembre de 2006 tras la XVI Cumbre Iberoamericana de Jefes de Estado y Gobierno en Montevideo, Uruguay.
El actual presidente del programa es Renán Fernández, Asistente Ejecutivo de la Dirección Nacional de las Artes de Panamá, para el año 2023. Durante el año 2022 la presidencia estuvo a cargo de Carlos La Rosa del Ministerio de Cultura del Perú, a través de su Dirección de Artes.
Cuenta actualmente con tres líneas de ayuda:
- Ayudas para la programación de festivales y espacios escénicos
- Ayudas para la coproducción de espectáculos de artes escénicas
- Ayudas para la creación en residencia

Las ayudas se dirigen a personas y/o agrupaciones de 17 países: Argentina, Bolivia, Brasil, Colombia, Chile, Costa Rica, Cuba, Ecuador, El Salvador, España, Guatemala, México, Panamá, Paraguay, Perú, Portugal y Uruguay.